# Palazzo Piella
Palazzo Piella è un'antica casa sulla via Emilia accanto alla Chiesa di Santa Maria Assunta di Castelfranco Emilia in provincia di Modena.
Secondo la tradizione nel 1529 e nel 1530 vi soggiornò Carlo V nel corso del viaggio verso Bologna dove si svolse la cerimonia di incoronazione come Re d'Italia e del Sacro Romano Impero.
Fin dal XVII secolo il palazzo fu di proprietà della famiglia bolognese Piella.
L'edificio è sede del Museo civico archeologico di Castelfranco Emilia.